# Nicholas Tchjotua
Nicholas Tchjotua (1909-1984) fue un escritor georgiano, miembro destacado de la Orden de Malta. Perteneciente a la nobleza, ostentaba el título de príncipe, y tuvo que huir de su tierra natal después de la toma del poder por los bolcheviques en 1921.

## Estados Unidos

Escudo de armas de la familia Tchkotoua

Tchjotua se educó en Francia y Suiza y se estableció en los Estados Unidos en 1933, donde conoció y se casó con Carol Marmon, única hija del acaudalado industrial Howard Carpenter Marmon (fabricante de los automóviles Marmon).
En 1949, Tchjotua publicó un relato que escribió en inglés, considerado la primera novela publicada internacionalmente escrita por un georgiano. En la novela, ambientada en Tiflis, Lausana y París antes de la Primera Guerra Mundial, se describe el amor del príncipe georgiano Shota por la princesa rusa Taya. El príncipe permanece fiel incluso cuando fuerzas externas perturban sus emociones, ambos se apartan y Shota termina comprometida con un estadounidense. Pero es la emoción, más que el compromiso, lo que preocupa al autor. En 2008 se publicó una nueva versión reeditada con cierto éxito de la novela.

## Última voluntad
Tchjotua y su familia se mudaron más tarde a Lausana, Suiza, donde murió en 1984. Pidió que después de su muerte, su corazón fuera enterrado en Georgia. En 1988, su familia lo llevó de contrabando al cementerio de Vera, Tiflis, donde reposa desde entonces.